# Tokéraoua Taboli
Tokéraoua Taboli (auch: Tokaraoua, Tokaraoua Taboli, Tokarawa Taboli, Tokérawa Taboli, Tokoraoua) ist ein Dorf in der Landgemeinde Gabi in Niger.

## Geographie
Das von einem traditionellen Ortsvorsteher (chef traditionnel) geleitete Dorf liegt am linken Ufer des Trockentals Goulbi de Gabi. Es befindet sich rund vier Kilometer nördlich des Hauptorts Gabi der gleichnamigen Landgemeinde, die zum Departement Madarounfa in der Region Maradi gehört. Eine weitere Siedlung in der Umgebung von Tokéraoua Taboli ist Guidan Daouda im Nordosten.
Tokéraoua Taboli ist Teil der Übergangszone zwischen Sahel und Sudan. Die durchschnittliche jährliche Niederschlagsmenge beträgt hier zwischen 400 und 500 mm.

## Geschichte
Der staatliche Stromversorger NIGELEC elektrifizierte das Dorf ab 2013.

## Bevölkerung
Bei der Volkszählung 2012 hatte Tokéraoua Taboli 1425 Einwohner, die in 231 Haushalten lebten. Bei der Volkszählung 2001 betrug die Einwohnerzahl 498 in 75 Haushalten und bei der Volkszählung 1988 belief sich die Einwohnerzahl auf 990 in 153 Haushalten.
Die Zone entlang des Trockentals gehört zu den am dichtesten besiedelten und zugleich zu den ärmsten Nigers, mit erhöhter Unterernährung.

## Wirtschaft und Infrastruktur
Im Dorf wird ein Wochenmarkt abgehalten. Der Markttag ist Samstag. Der Markt wurde nach 1960, dem Jahr der staatlichen Unabhängigkeit Nigers, etabliert. Es gibt eine Schule. Durch Tokéraoua Taboli verläuft die 29,7 Kilometer lange Landstraße RR4-002 zwischen Guidan Daouda und Maraka.